# Кшиве (Любачівський повіт)
Криве (пол. Krzywe) — село в Польщі, у гміні Горинець-Здруй Любачівського повіту Підкарпатського воєводства.
Населення — 46 осіб (2011).
У 1975-1998 роках село належало до Перемишльського воєводства.

## Демографія
Демографічна структура станом на 31 березня 2011 року:
|          | Загалом | Допрацездатний вік | Працездатний вік | Постпрацездатний вік |
| -------- | ------- | ------------------ | ---------------- | -------------------- |
| Чоловіки | 21      | 6                  | 11               | 4                    |
| Жінки    | 25      | 7                  | 9                | 9                    |
| Разом    | 46      | 13                 | 20               | 13                   |